# Романов, Никандр Николаевич
Никандр Николаевич Романов (6 ноября 1922 — 24 марта 2000) — передовик советского сельского хозяйства, бригадир комплексной бригады колхоза имени Ленина Горномарийского района Марийской АССР, Герой Социалистического Труда (1965).

## Биография
Родился в 1922 году в деревне Мишкино, ныне Горномарийского района Республики Марий Эл в семье зажиточного русского крестьянина. В 1930-х годах семья Романовых была раскулачена, а родители репрессированы. Получив начальное образование, Никандр Романов плавал матросом по Волге до призыва на военную службу в марте 1942 года. Участник Великой Отечественной войны. Боевой путь прошёл в составе 189-й стрелковой дивизии на Ленинградском фронте. Участник обороны Ленинграда, освобождал Нарву, Псков, Ригу, участвовал в уничтожении Курляндской группировки войск противника.
В 1946 году возвратился на родину и стал работать бригадиром комплексной бригады колхоза имени Ленина в Горномарийском районе Марийской республики. В 1965 году возглавляемый им коллектив сельхозников получил рекордный урожай картофеля, по 314 центнеров с гектара посевной площади.  
За особые заслуги в развитии народного хозяйства Марийской АССР, Указом Президиума Верховного Совета СССР от 26 ноября 1965 года Никандру Николаевичу Романову было присвоено звание Героя Социалистического Труда с вручением ордена Ленина и золотой медали «Серп и Молот».
В дальнейшем продолжал трудовую деятельность, показывал высокие результаты в труде. Проживал в деревне Мартышкино Горномарийского района.     
Умер 24 марта 2000 года, похоронен на Усолинском кладбище в деревне Пикузино.

## Награды
За трудовые и боевые успехи удостоен:
- золотая звезда «Серп и Молот» (11.03.1958),
- два ордена Ленина (11.03.1958, 23.06.1966),
- Орден Отечественной войны II степени (11.03.1985),
- Медаль «За отвагу» (СССР) (20.05.1944),
- Медаль «За оборону Ленинграда» (22.12.1942),
- другие медали.